# Anguelina Mélnikova
Anguelina Romànovna Mélnikova (Vorónej, 18 de juliol de 2000) (rus: Ангели́на Рома́новна Ме́льникова) és una gimnasta artística russa. Amb onze medalles olímpiques i mundials, és la tercera gimnasta russa més condecorada de tots els temps. Als Jocs Olímpics de Tòquio del 2020, va liderar el Comitè Olímpic Rus a l'or a la competició per equips. Anteriorment va representar Rússia als Jocs Olímpics d'Estiu de 2016, guanyant una medalla de plata a la competició per equips. També va ser membre dels equips russos guanyadors de la medalla d'or als Campionats d'Europa de 2016 i 2018 i dels equips russos que van guanyar la medalla de plata als Campionats del Món de 2018 i 2019.
Individualment, Mélnikova és dues vegades medallista olímpica, quatre vegades medallista mundial, nou cops medallista al Campionat d'Europa, quatre vegades medallista als Jocs Europeus i dues vegades campiona nacional russa (2016, 2018). Ella és la medalla de bronze olímpica de l'exercici complet i de terra de 2020, campiona de l'exercici complet i medalla de plata en terra i bronze en salt del Campionat del Món de 2021, i medalla de bronze en l'exercici complet i terra del mundial de 2019. També és la campiona dels Jocs Europeus de 2019 en barres asimètriques, la campiona d'Europa de 2017 a terra i la campiona d'Europa de 2021 en barres asimètriques. En guanyar el títol mundial del 2021, es va convertir en la primera no estatunidenca en guanyar un títol mundial o olímpic en més d'una dècada.
A nivell júnior, Mélnikova va guanyar medalles d'or als Campionats d'Europa de 2014 en exercici complet per equips, individual i barra d'equilibri i va ser la campiona nacional júnior de Rússia de 2014. És capitana de l'equip nacional femení de gimnàstica russa des del 2017.

## Biografia
Anguelina Romànovna Mélnikova va néixer el 18 de juliol de 2000 a Voronezh, Rússia. Va començar la gimnàstica als sis anys després que la seva àvia la va portar a una pràctica una vegada.
Mélnikova va estudiar esport i turisme a l'Acadèmia Estatal d'Educació Física de Smolensk.
Mélnikova ha rebut dos honors importants. Després dels Jocs Olímpics de Rio de Janeiro de 2016, va rebre l'Ordre al Mèrit a la Pàtria, així com el títol de Mestra Honorada de l'Esport a la Federació Russa. Als Campionats del Món de 2018 a Doha, Qatar, se li va lliurar el Premi a l'Elegància.
El 2018, Mélnikova va iniciar el seu propi negoci dissenyant i venent leotards.

## Carrera juvenil

### 2014
Mélnikova va competir a L'International Gymnix 2014 per guanyar la medalla d'or per equips i la medalla de plata a la Copa Internacional Júnior. També va quedar segona en barres asimètriques i tercera en l'exercici de terra. A l'abril, Mélnikova va competir als Campionats Nacionals de Rússia que es van celebrar a Penza amb el seu equip local, el Districte Federal Central. El seu equip va quedar primer amb una puntuació total combinada de 267.966. Individualment, Mélnikova va tenir una bona actuació quedant primera en el Junior Master of the Sport All-Around amb una puntuació de 58.300. També va guanyar altres dues medalles d'or en barra d'equilibri i terra amb puntuacions de 14.700 i 14.167 respectivament. Va competir a la final de barres asimètriques i va quedar setena. Els resultats d'aquests campionats es van utilitzar per ajudar a determinar les gimnastes que competirien al Campionat d'Europa de Sofia i, a causa del seu bon rendiment, Mélnikova va ser seleccionada per a l'equip.
El maig de 2014, Mélnikova va competir al Campionat d'Europa de gimnàstica a la divisió júnior al costat de les companyes d'equip Maria Bondareva, Daria Skrypnik, Seda Tutkhalyan i Anastasia Dmitrieva. Com a equip van quedar primeres amb una puntuació combinada de 168.268. Mélnikova després va guanyar una medalla d'or a la competició general i a la barra d'equilibri i una medalla de plata a les barres asimètriques darrere de la seu companya d'equip Skrypnik.

### 2015
Mélnikova va competir al Campionat de Rússia Júnior a Penza, Rússia, de l'1 al 4 d'abril. Va acabar en 1a posició amb el seu equip, després es va endur la plata en l'exercici complet, la 5a a les barres asimètriques, l'or a la barra d'equilibri i la plata al terra.
Al setembre va actuar a la Copa de Rússia. No era elegible per competir a causa del seu estatus de júnior, així que va actuar com a convidada. La seva puntuació global de 57,234 va ser la més alta de la competició, superant la puntuació de la campiona oficial Daria Spiridonova de 56,733.
Mélnikova va competir a l'Elite Gym Massilia a Marsella, França al novembre, guanyant el títol general per davant de la francesa Marine Brevet i la romanesa Diana Bulimar, i guanyant una medalla de plata per equips a Rússia amb les companyes Daria Skrypnik, Evgeniya Shelgunova i Natalia Kapitonova. Es va classificar per a les finals de la prova de terra i barres asimètriques, però va tenir caigudes en ambdues proves, quedant en 6è i 5è lloc respectivament.

## Carrera sènior

### 2016
Mélnikova va fer el seu debut internacional sènior al DTB Pokal Team Challenge Cup, on l'equip de Rússia va guanyar la medalla d'or. Individualment va aconseguir la segona puntuació més alta per darrere de la suïssa Giulia Steingruber. A l'abril, Mélnikova va guanyar l'exercici complet al Campionat de Rússia de gimnàstica artística de 2016; a més va guanyar l'or en barra d'equilibri, l'exercici de terra i va acabar 5a a la final de barres asimètriques.

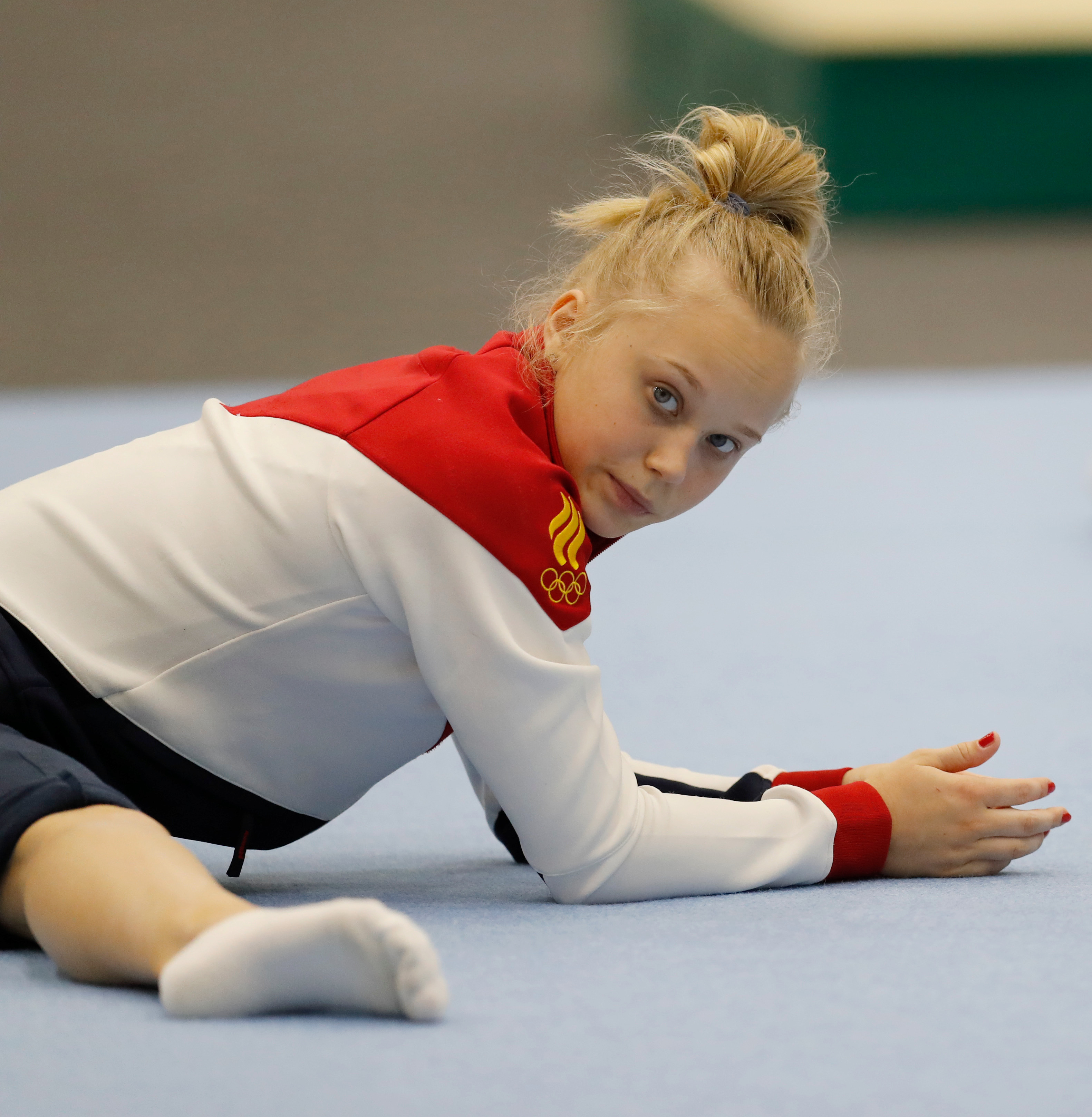
Mélnikova el 2016

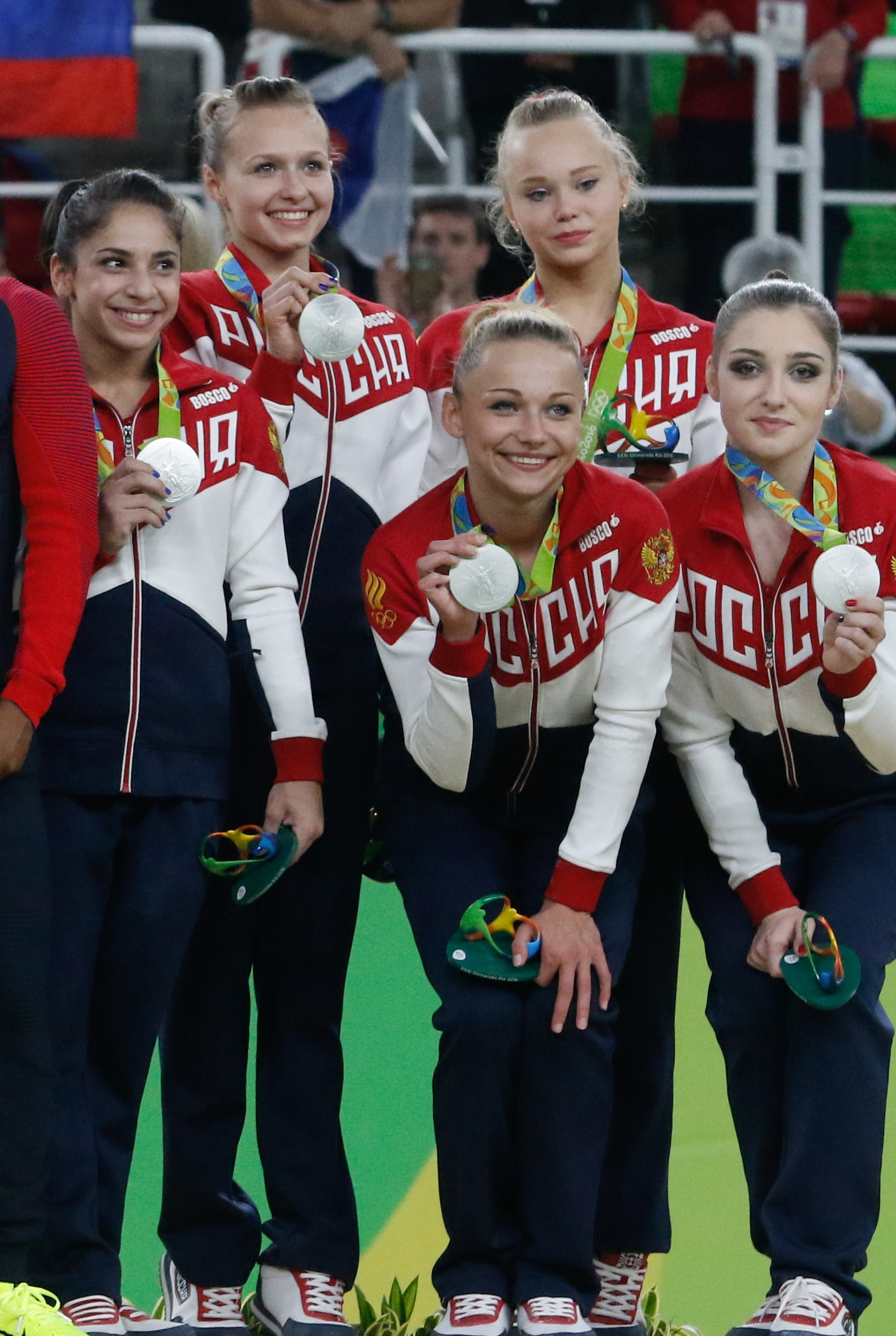
Mélnikova i l'equip rus amb les seves medalles de plata olímpiques

A principis de juny Mélnikova va competir al Campionat d'Europa. Durant la final per equips, va contribuir en els quatre aparells per aconseguir el primer lloc de Rússia. Individualment es va classificar per a les finals de la prova de barra d'equilibri i barres asimètriques. Va acabar cinquena a la barra d'equilibri i es va retirar de la final de barres perquè la seva compatriota Daria Spiridonova pogués competir.
Al juliol, Mélnikova va ser seleccionada per representar Rússia als Jocs Olímpics d'estiu de 2016 a Rio de Janeiro, Brasil, juntament amb Aliya Mustafina, Maria Paseka, Daria Spiridonova i Seda Tutkhalyan. Als Jocs Olímpics va tenir un rendiment inferior, en part a causa d'una tensió isquiotibial patida durant l'entrenament del podi. A la sessió de classificació va caure fora de la barra d'equilibri i va tornar a caure a terra, sense poder classificar-se a la prova individual ni a cap de les finals d'aparells com molts esperaven. Va millorar el seu rendiment a la final per equips, competint en els 4 aparells, però tot i així comptant amb una caiguda a la barra. Les seves actuacions van contribuir a la medalla de plata per equips de Rússia.
El novembre, Mélnikova va competir al Arthur Gander Memorial a Chiasso, Suïssa. Va guanyar el conjunt de tres aparells per davant d' Eythora Thorsdottir i Jessica López. Mélnikova va competir a continuació a la Copa Suïssa, un esdeveniment de parelles mixtes on es va associar amb Nikita Ignatyev. Van acabar tercers per darrere de la parella ucraïnesa Angelina Kysla i Oleg Verniaiev i la parella alemanya de Kim Bui i Marcel Nguyen.
Mélnikova va acabar l'any competint al Toyota International celebrat a Toyota, Japó. Va acabar quarta al salt, primera a barres asimètriques i segona a barra d'equilibri i exercici de terra darrere de Mai Murakami en ambdós aparells.

### 2017
Mélnikova va ser nomenada capitana de l'equip de la selecció femenina russa a partir del 2017, succeint a la seva companya olímpica Aliya Mustafina. Mélnikova va començar la seva temporada al Campionat Nacional de Rússia a Kazan. Tot i que s'esperava que ho fes bé en absència de la campiona olímpica Aliya Mustafina, a més d'entrar a la competició com a campiona nacional vigent, va vacil·lar durant tota la competició en totes les proves excepte en salt, i va quedar 9a en el conjunt. També va col·locar-se tercera en salt i barra d'equilibri, caient en aquesta última. Malgrat la seva mala actuació als nacionals, Mélnikova va participar en la Copa del Món d'Stuttgart al març, quedant segona darrere de l'alemanya Tabea Alt i per davant de l'estatunidenca Morgan Hurd. Després va competir al Trofeu Ciutat de Jesolo, on va rebre tres medalles de bronze en equip, salt i l'exercici de terra. Més tard va participar en la Copa del Món de Londres. Va competir malament, caient en la barra d'equilibri i l'exercici de terra amb errors importants en barres asimètriques i salt. A l'abril es va anunciar que assistiria als Campionats d'Europa com a part de l'equip rus, juntament amb la seva companya olímpica de 2016 Maria Paseka, Elena Eremina i Natalia Kapitonova. Durant la classificació, Mélnikova va caure sobre la barra d'equilibri i les barres asimètriques i no es va classificar per a la final individual. No obstant això, es va classificar per a les finals d'exercicis de salt i terra. Durant la final de salt, la seva forma no va ser tan bona com la de les altres gimnastes, la qual cosa la va deixar vuitena. Durant la final de l'exercici de terra, va realitzar una rutina neta que va resultar en guanyar la medalla d'or per davant de la gimnasta britànica Ellie Downie i Eythora Thorsdottir dels Països Baixos.
A l'agost, Mélnikova va competir a la Copa de Rússia a Ekaterinburg, on va guanyar l'exercici complet per davant d'Eremina i Maria Kharenkova. També va quedar primera a la barra d'equilibri i tercera al salt i a la competició per equips.
Després de la Copa de Rússia, Mélnikova va ser seleccionada per representar a Rússia als Campionats del Món juntament amb Paseka, Eremina i Anastasia Ilyankova. A les qualificacions, Angelina va competir en l'exercici complet, encertant la seva rutina de barra d'equilibri (12.600) però comptant dues caigudes i una penalització fora de límits en l'exercici de terra per una lesió al peu. Malgrat una puntuació baixa de 11.166 a l'exercici de terra, va realitzar un López i un DTY nets (14.400) i va tenir èxit en la seva rutina de barres per classificar-se per a la final general amb una puntuació de 53.132. La seva puntuació de barres asimètriques, 14,966, va ser la quarta més alta de la competició, però no se li va permetre passar a la final a causa de la regla de dos per país; tant Eremina com Ilyankova van obtenir més punts, amb un 15.100 i 15.066 respectivament. Mélnikova va acabar 16a a la final.
Al desembre, Mélnikova va competir a la Copa Voronin on va acabar primera en el conjunt, per davant de Viktoria Komova.

### 2018
A l'inici de la temporada, Mélnikova va ser seleccionada per competir a les Copes del Món de Stuttgart, Birmingham i Tòquio; no obstant, va retirar-se de la Copa del Món de Tòquio a favor de la seva companya d'equip i sènior de primer any Anguelina Simakova. Mélnikova va començar la seva temporada a la Copa del Món d'Stuttgart, on va acabar cinquena després d'haver fallat en els seus elements de pirueta en barres asimètriques i caure de la barra d'equilibri. No obstant això, una setmana més tard, a la Copa del Món de Birmingham, va poder millorar les seves actuacions, aconseguint que les seves piruetes arribessin a les barres sense perdre el swing, evitant una caiguda a la barra i aconseguint millors aterratges a terra. La seva actuació va ser prou bona per guanyar l'or, acabant per davant de la nord-americana Margzetta Frazier.
A l'abril, Mélnikova va competir al Trofeu Ciutat de Jesolo 2018 on va aconseguir una medalla d'or amb l'equip rus, per davant d'Itàlia i Brasil. Al salt va guanyar una medalla de plata; en barres asimètriques va aconseguir el bronze darrere de la seva companya d'equip Anastasia Ilyankova i l'estatunidenca Ragan Smith. A la barra d'equilibri va guanyar una altra medalla de bronze, aquesta vegada per darrere de les americanes sènior de primer any Emma Malabuyo i Smith. També va acabar quarta en el conjunt, darrere de Malabuyo, Smith i Ilyankova, i cinquena a l'exercici de terra.

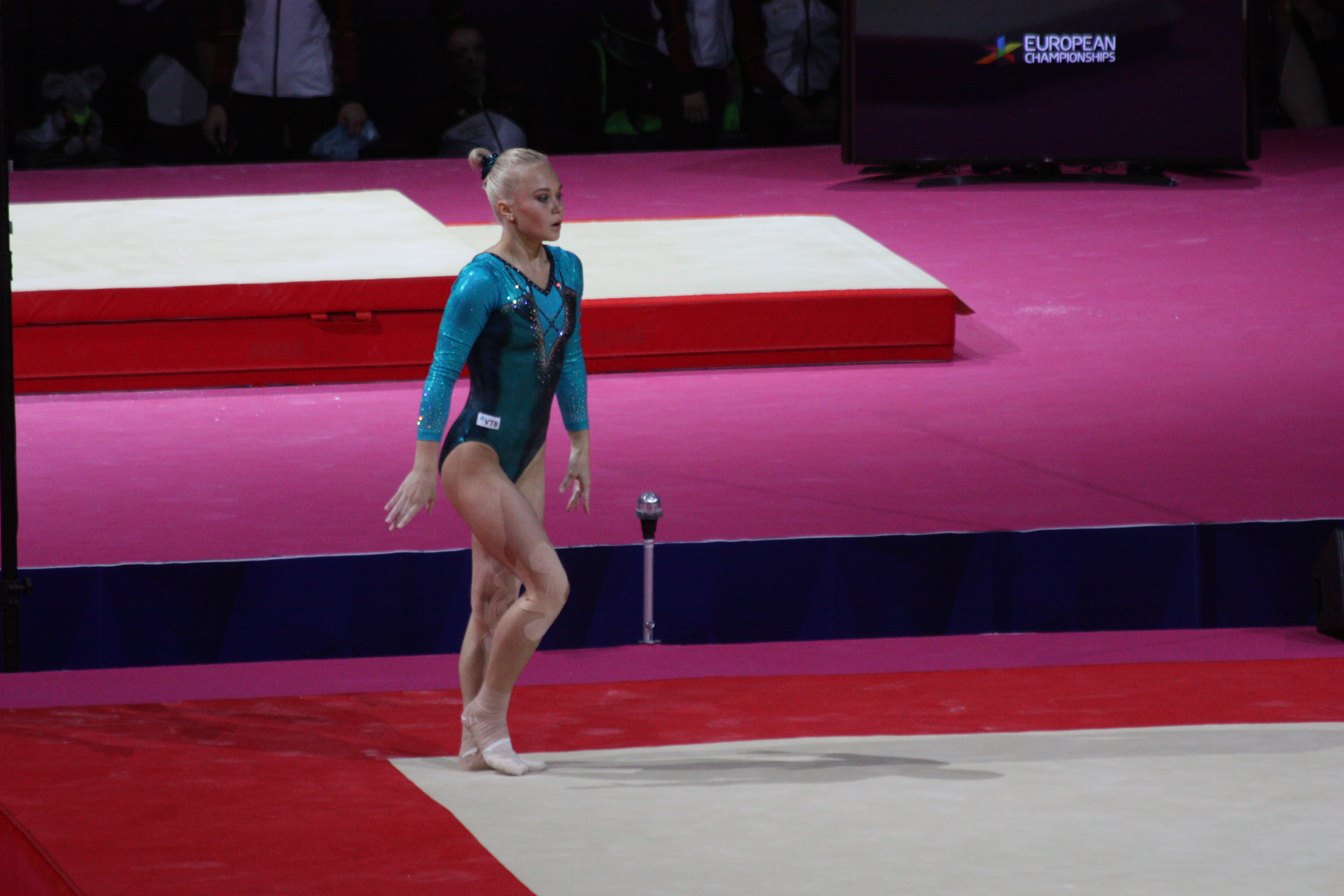
Melnikova competint als Campionats d'Europa de 2018

Una setmana més tard, Mélnikova va competir als Campionats Nacionals de Rússia. El primer dia de competició va guanyar una medalla de plata amb l'equip del Districte Central i es va classificar per a la final i les quatre finals d'aparells. Diversos dies després, després d'aconseguir 14.466 al salt, 14.433 a barres, 13.300 a biga i 13.566 a terra, Mélnikova va guanyar la medalla d'or a l'exercici complet per davant d'Angelina Simakova i Viktoria Komova. A les finals per aparells va guanyar una plata al salt amb una mitjana de 14.049, per darrere de Viktoria Trykina i per davant de Tatiana Nabieva; or en barres asimètriques amb un 14.266, per davant de la competidora convidada Irina Alexeeva i Komova; or a la barra d'equilibri amb un 13.466, per davant de Ksenia Kamkova i Polina Fedorova; i or a l'exercici de terra amb un 14.500, per davant de Simakova i Alexeeva.
A finals de juny Mélnikova va competir a la Copa de Rússia. Inicialment només anava a competir amb barres asimètriques i barra d'equilibri a causa de lesions persistents, però més tard va decidir competir a l'exercici complet, on va acabar primera malgrat una caiguda a la barra d'equilibri a la qualificació i una rutina de terra diluïda. També va quedar primera amb l'equip del Districte Federal Central en la competició per equips i en la final de barres asimètriques. Melnikova no va competir a les finals d'aparells restants a causa de les seves lesions al genoll.
A l'agost Mélnikova va competir al Campionat d'Europa de Glasgow. Juntament amb les seves companyes d'equip Simakova, Alexeeva, Lilia Akhaimova i Yuliana Perebinosova, va guanyar una medalla d'or a la prova per equips. Mentre que Rússia es va classificar per a la final per equips darrere de França després d'una actuació de classificació inestable, l'equip va assolir 12 de les 12 rutines de la final per guanyar clarament el títol. A les finals de l'esdeveniment va quedar segona en salt darerre de Boglárka Dévai d'Hongria, tercera en barres asimètriques darrere de la defensora del títol Nina Derwael de Bèlgica i Jonna Adlerteg de Suècia, i sisena a l'exercici de terra.
El 29 de setembre, Mélnikova va ser nomenada a la llista nominativa per competir als Campionats del Món de 2018 a Doha, Qatar, juntament amb Akhaimova, Alexeeva, Mustafina i Simakova. El 17 d'octubre es va anunciar oficialment l'equip del campionat del món i es va mantenir sense canvis respecte a l'equip nominatiu. Durant les qualificacions, Melnikova es va classificar per a la final general en cinquè lloc i per a la final de l'exercici de terra en tercer lloc. Rússia també es va classificar per a la final per equips en segona posició. Durant la final per equips, Mélnikova va competir en salt, barres asimètriques i l'exercici de terra, ajudant Rússia a guanyar la medalla de plata. A la final, Mélnikova va acabar en cinquè lloc, a només una dècima de punt de la medalla de plata Mai Murakami del Japó, a 0,034 punts de la medalla de bronze dels Estats Units Morgan Hurd i a 0,001 punts de la quarta, Nina Derwael de Bèlgica. Més tard va ser guardonada amb el premi Longines a l'elegància al costat del seu compatriota Artur Dalaloyan. Va acabar quarta a la final de l'exercici de terra, a només 0,033 punts de la medallista de bronze Murakami.
A mitjans de novembre, Mélnikova va competir al Arthur Gander Memorial a Chiasso, Suïssa. Va quedar quarta en el conjunt de 3 esdeveniments darrere de Jade Barbosa i Flávia Saraiva del Brasil i Eythora Thorsdottir dels Països Baixos. Després va competir al costat del seu compatriota Nikita Nagornyy a la Copa Suïssa, un esdeveniment únic de parelles mixtes. Després de passar a la final en primer lloc, van guanyar la medalla de plata darrere la parella alemanya Elisabeth Seitz i Marcel Nguyen.

### 2019
Al març, Mélnikova va competir als Campionats Nacionals de Rússia on va quedar segona en la classificació general darrere d'Anguelina Simakova. Va guanyar l'or a l'exercici de terra, la plata al salt i la barra d'equilibri i el bronze a les barres asimètriques. Com a resultat, va ser escollida per competir als Campionats d'Europa del 2019 al costat de Simakova, Maria Paseka i Anastasia Ilyankova. Més tard aquell mes, Mélnikova va competir a l'EnBW DTB-Pokal Team Challenge a Stuttgart. Va guanyar la plata a la final per equips per darrere de Brasil i en l'individual per darrere de la brasilera Rebeca Andrade.

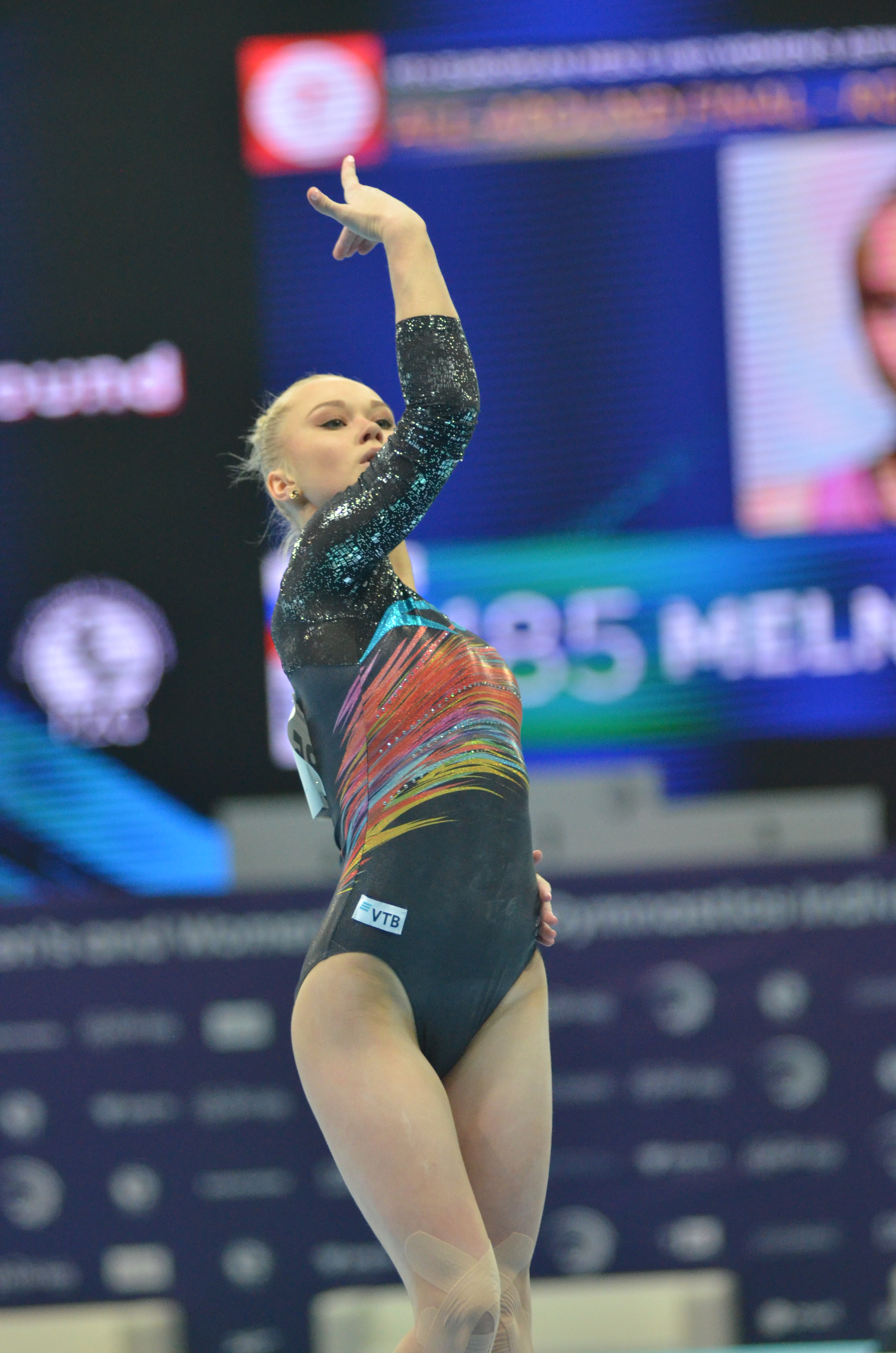
Melnikova competint als Campionats d'Europa de 2019

Al Campionat d'Europa, Melnikova es va classificar per a la final general en primer lloc, en segon lloc per a les finals en barres asimètriques i exercici de terra en segon lloc i sisena per a la final de salt. Va guanyar el bronze a la final per darrere de Mélanie de Jesus dos Santos de França i Ellie Downie de Gran Bretanya. Va quedar cinquena a la final de salt i va guanyar la medalla de plata en barres asimètriques darrere de la compatriota Anastasia Ilyankova. L'endemà, va competir amb la rutina més difícil a la final d'exercicis de terra i va guanyar la medalla de bronze darrere de la campiona defensora d'exercicis de terra Mélanie de Jesus dos Santos i Eythora Thorsdottir dels Països Baixos. Aquesta tercera medalla la va empatar amb De Jesus dos Santos com la gimnasta femenina més condecorada del campionat.

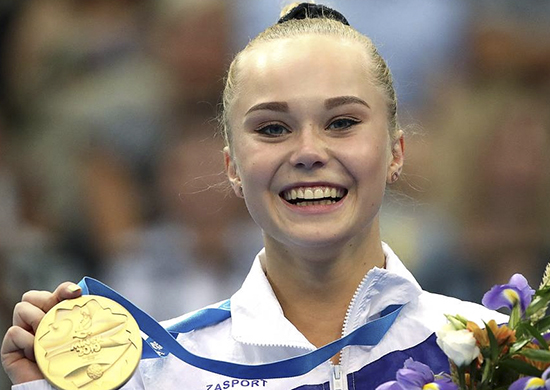
Melnikova als Jocs Europeus de 2019

Al maig es va anunciar que Melnikova competiria als Jocs Europeus juntament amb Alia Mustafina (més tard substituïda per Anastasia Ilyankova) i Aleksandra Shchekoldina. Durant les classificacions, va acabar primera en l'exercici complet i tercera en salt i barra d'equilibri, classificant-se per a aquestes tres finals d'aparells. A més, va acabar vuitena a l'exercici de terra on va ser la primera reserva i va acabar sisena a barres asimètriques, però no es va classificar per a la final perquè la seva companya d'equip Ilyankova va tenir més punts. Durant la final, Mélnikova va guanyar l'or, acabant per davant de Lorette Charpy de França. L'endemà, Ilyankova va haver de retirar-se de la final de barres asimètriques per una reacció al·lèrgica i Melnikova la va substituir. Durant les finals d'aparells, Mélnikova va guanyar la plata al salt darrere l'eslovena Teja Belak, l'or a les barres asimètriques i la plata a la barra d'equilibri darrere de Nina Derwael de Bèlgica.
El 9 de juliol es va anunciar que Melnikova apareixeria en una sèrie documental d'un any a Olympic Channel titulada All Around, juntament amb l'estatunidenc Morgan Hurd i Chen Yile de la Xina, dels que seguirien els seus viatges i entrenaments abans dels Jocs Olímpics d'Estiu de 2020 a Tòquio.
A l'agost Mélnikova va competir a la Copa de Rússia. Després de dos dies de competició, va quedar segona en la classificació general darrere del membre de l'equip nacional júnior Vladislava Urazova. El primer dia de la final de l'esdeveniment, Mélnikova va guanyar la plata al salt, darrere de Lilia Akhaimova i va guanyar el bronze en barres asimètriques darrere de Daria Spiridonova i Urazova. Més tard es va retirar de la final de l'exercici de terra, alegant motius de salut. Poc després de la finalització de la Copa de Rússia, Mélnikova va ser nomenada a l'equip nominatiu per als Campionats del Món de 2019 al costat d'Akhaimova, Spiridonova, Anastasia Agafonova, Angelina Simakova (més tard substituïda per Maria Paseka), i Aleksandra Shchekoldina. Aquest anunci va fer que Melnikova fos l'única gimnasta russa membre dels tres equips del campionat mundial durant el quadrienni 2017-2020.
Durant les classificacions va ajudar a Rússia a classificar-se per a la final per equips en tercer lloc darrere dels Estats Units i la Xina. Individualment, Melnikova es va classificar per a la classificació general en quart lloc darrere de Simone Biles i Sunisa Lee dels Estats Units i Mélanie de Jesus dos Santos de França, la final de barres asimètriques en vuitè lloc i la final de l'exercici de terra en tercer lloc darrere de Biles i Lee. Malgrat les baixes expectatives per a l'equip de l'entrenadora en cap de l'equip Valentina Rodionenko, van guanyar la medalla de plata a la final per equips amb Melnikova aportant puntuacions als quatre aparells.
Durant la final, Mélnikova va acabar amb una puntuació de 56.399, guanyant la medalla de bronze darrere de Biles i Tang Xijing de la Xina. Aquesta va ser la primera medalla individual de Melnikova en un campionat del món. Va registrar la tercera puntuació més alta del dia a l'exercici a terra darrere de Biles i Lee i la quarta puntuació més alta de la barra d'equilibri darrere de Biles, Tang i Flávia Saraiva del Brasil i va empatar amb la canadenca Ellie Black i Li Shijia de la Xina. Durant la final de les barres asimètriques, Mélnikova va realitzar una rutina neta i va obtenir una puntuació de 14.733, acabant quarta per darrere de Nina Derwael de Bèlgica, Becky Downie de Gran Bretanya i Lee. L'endemà, va competir a la final de terra i va guanyar la medalla de bronze darrere de Biles i Lee.
A finals d'octubre, Mélnikova va competir al Brabant Trophy on es va associar amb Ivan Stretovich. Van acabar en segona posició darrere de l'equip dels Països Baixos format per Sanna Veerman i Bart Deurloo. Al desembre va competir a la Copa Internacional de Tòquio a Aichi, Japó, on va guanyar l'or en salt, barres asimètriques i barra d'equilibri i va quedar setena a l'exercici de terra.

### 2020
A mitjans de gener es va anunciar que Melnikova competiria a la competició de la Sèrie A italiana com a part del club Lissone LAG. Més tard aquell mes es va anunciar que competiria a la Copa del Món d'Stuttgart que tindrà lloc al març, però es va cancel·lar més tard a causa de la pandèmia de la COVID-19. A finals de setembre es va anunciar que Melnikova competiria en una propera competició a Hiroshima que tindria lloc al novembre al costat de Lilia Akhaimova (més tard substituïda per Aleksandra Shchekoldina), Elena Gerasimova i Yana Vorona. Al Friendship &amp; Solidarity Meet va estar a l'equip Friendship i van quedar segones. Tot i que no es disputaven títols individuals, Mélnikova va obtenir el total més alt amb 56.700 i va registrar les puntuacions més altres a barres asimètriques i l'exercici de terra més altes i la segona més alta de salt i barra d'equilibri darrere dels nord-americans Shilese Jones i Zhang Jin de la Xina, respectivament.

### 2021
Mélnikova va competir als Campionats Nacionals de Rússia al març. Va acabar tercera en la classificació general darrere de les noves sèniors Viktoria Listunova i Vladislava Urazova. Durant les finals de l'esdeveniment, Mélnikova va guanyar l'or en exercicis de salt i terra i el bronze en barres asimètriques una vegada més darrere d'Urazova i Listunova. Mélnikova va ser seleccionada més tard per competir als Campionats d'Europa de Basilea al costat d'Urazova, Listunova i Elena Gerasimova. Durant les qualificacions, Melnikova es va classificar per a les finals de l'exercici complet, barres asimètriques i terra en primer lloc i la final de salt en segon lloc darrere de Jessica Gadirova. Durant la final, Mélnikova va caure tant de les barres asimètriques com de la barra d'equilibri, però tot i així va aconseguir acabar en segona posició darrere de Listunova. El primer dia de la final de l'aparell, Mélnikova va guanyar el bronze al salt darrere de Giulia Steingruber i Gadirova, i va guanyar l'or a les barres asimètriques. L'últim dia de la competició, Mélnikova va guanyar la plata a terra darrere de Gadirova.
Mélnikova va competir a la Copa de Rússia al juny. Durant les qualificacions va acabar en primer lloc. Durant la final, va caure de la barra d'equilibri i va acabar tercera darrere de Listunova i Urazova. Després de la competició, Valentina Rodionenko, l'entrenadora sènior de l'equip nacional rus de gimnàstica artística, va anunciar que Melnikova formaria part de l'equip olímpic juntament amb Listunova i Urazova.
Als Jocs Olímpics, Melnikova es va classificar per a les finals de l'exercici complet, salt, barres asimètriques i terra. A més, va ajudar el Comitè Olímpic Rus a classificar-se per a la final per equips en primer lloc per sorpresa, per davant de l'equip dels Estats Units. Durant la final per equips, Simone Biles es va retirar després del salt; Mélnikova va competir en els quatre aparells. Tot i que Melnikova i la seva companya d'equip Urazova van caure de la barra d'equilibri, l'equip rus va tenir un bon rendiment en totes les altres rutines i va acabar en primer lloc, amb més de tres punts d'avantatge sobre el segon classificat, l'equip estatunidenc. Aquesta va ser la primera vegada que Rússia guanyava l'or per equips olímpics, ja que els seus títols per equips anteriors estan acreditats a la Unió Soviètica. Durant la final, Mélnikova va tenir èxit en les seves quatre rutines i va acabar tercera darrere de Sunisa Lee i Rebeca Andrade per guanyar la medalla de bronze, la seva primera medalla olímpica individual. El primer dia de la final d'aparells, Mélnikova va acabar cinquena en salt i vuitena en barres asimètriques. L'endemà, Mélnikova va realitzar una rutina neta i va guanyar la medalla de bronze a l'exercici de terra darrere de Jade Carey i Vanessa Ferrari i empatant amb Mai Murakami, guanyant la seva segona medalla olímpica individual i quarta general.
Després dels Jocs Olímpics, Mélnikova va compartir al seu Instagram que els atletes russos havien d'aïllar-se durant set dies en una habitació d'hotel abans de reunir-se amb Vladimir Putin a la recepció oficial dels campions i medallistes olímpics al Kremlin, criticant lleugerament les mesures.
Al setembre es va anunciar que Melnikova competiria als Campionats del Món al costat de Yana Vorona, Maria Minaeva i la seva companya olímpica Urazova. Es va classificar per a la final general en primer lloc i per a les quatre finals d'aparells i va guanyar la medalla d'or en l'exercici complet, convertint-se en la tercera dona russa en fer-ho i la primera des que ho va fer Aliya Mustafina el 2010. En guanyar el títol global, Mélnikova va posar fi a la ratxa de victòries mundials/olímpiques d'onze anys dels Estats Units. Dos dies després d'haver guanyat l'exercici complet, Mélnikova va guanyar una medalla de bronze al salt darrere de Rebeca Andrade i Asia D'Amato. L'últim dia de competició va guanyar una medalla de plata a l'exercici de terra darrere de Mai Murakami.
Al novembre, Mélnikova va competir al Arthur Gander Memorial. Va guanyar el total de tres aparells, acabant amb més de quatre punts per davant de Taïs Boura de França i Ciena Alipio dels Estats Units. A continuació, Mélnikova va competir a la Copa Suïssa on es va associar amb Nikita Nagornyy. Van guanyar la competició per davant de l'equip ucraïnès d'Illia Kovtun i Yelyzaveta Hubareva.

### 2022
Mélnikova va tornar a competir a la Copa de Rússia al juliol. Va col·locar-se en primer lloc a l'exercici complet, al salt i a l'exercici de terra i segona a les barres asimètriques i la barra d'equilibri darrere de Viktoria Listunova i Yana Vorona respectivament. Melnikova no va competir en cap competició internacional perquè la Federació Internacional de Gimnàstica va prohibir als atletes i oficials russos i belarussos participar en competicions sancionades per la FIG a causa de la invasió russa d'Ucraïna.

### 2023
Va participar en el Campionat de Rússia al març, on va guanyar la plata en el concurs complet individual, darrere de Viktoria Listunova i va ajudar el seu equip a obtenir el bronze per a l'óblast de Vorónej. També es va classificar per a les finals individuals de salt i terra, on només va poder quedar quarta i sisena respectivament. A la Copa Russa de 2023, va guanyar la medalla d'or en salt i la de plata en l'exercici de terra.

### 2024
El 2024 Melnikova va guanyar l'exercici complet en el Campionat de Rússia; a més, va guanyar l'or en salt, barra d'equilibris i exercicis de terra i el bronze en barres asimètriques. Al juny va competir en el seu primer esdeveniment multiesportiu des que va començar la prohibició dels equips russos i bielorussos en gimnàstica: els Jocs BRICS de 2024. En aquesta competició organitzada per Rússia, Melnikova va guanyar l'or en barres asimètriques i la plata en salt. Melnikova va acabar l'any competint en la Copa Voronin on va formar part de l'equip que va guanyar la medalla d'or. Individualment va guanyar l'or en el salt i la plata en la barra d'equilibri; a més va obtenir la tercera millor nota en l'exercici complet, però no va obtenir medalla a causa de les limitacions de dues per país.

### 2025
A principis del 2025, Melnikova va obtenir l'estatus d'Atleta Neutral Autoritzada, cosa que li va permetre tornar a la competició internacional.

## Història competitiva

### Júnior
| Any  | Esdeveniment              | Equip | EC | VT | UB | BB | FX |
| ---- | ------------------------- | ----- | -- | -- | -- | -- | -- |
| 2013 | Esperances russes (CMS)   | 1     | 2  | 2  | 2  |    |    |
| 2014 | L'International Gymnix    | 1     | 2  |    | 2  |    | 3  |
| 2014 | Campionats Nacionals (MS) | 1     | 1  |    | 7  | 1  | 1  |
| 2014 | Campionats d'Europa       | 1     | 1  | 6  | 2  | 1  |    |
| 2014 | Top Gym                   |       | 1  | 1  | 1  |    |    |
| 2015 | Campionats Nacionals (MS) | 1     | 2  |    | 5  | 1  | 2  |
| 2015 | ITA-RUS-ROU-COL Amistosos | 1     | 2  |    |    |    |    |
| 2015 | Elite Gym Massilia        | 2     | 1  |    | 5  |    | 6  |
| 2015 | Copa Voronin              | 1     | 2  | 1  |    |    | 1  |

### Senior
| Any  | Esdeveniment                 | Equip | EC  | VT | UB | BB | FX |
| ---- | ---------------------------- | ----- | --- | -- | -- | -- | -- |
| 2016 | DTB Pokal Team Challenge Cup | 1     |     |    |    |    |    |
| 2016 | Campionat nacional           | 1     | 1   |    | 5  | 1  | 1  |
| 2016 | Campionat d'Europa           | 1     | N/D |    |    | 5  |    |
| 2016 | Copa de Rússia               | 1     | 1   |    | 2  | 1  | 3  |
| 2016 | Jocs Olímpics                | 2     |     |    |    |    |    |
| 2016 | Arthur Gander Memorial       |       | 1   |    |    |    |    |
| 2016 | Copa Suïssa                  | 3     |     |    |    |    |    |
| 2016 | Toyota International         |       |     | 4  | 1  | 2  | 2  |
| 2017 | Campionat nacional           | 2     | 11  | 3  |    | 3  | 8  |
| 2017 | Copa del Món de Stuttgart    |       | 2   |    |    |    |    |
| 2017 | Trofeu City of Jesolo        | 3     | 6   | 3  |    | 7  | 3  |
| 2017 | Copa del Món de Londres      |       | 5   |    |    |    |    |
| 2017 | Campionat d'Europa           | N/D   |     | 8  |    |    | 1  |
| 2017 | Copa de Rússia               | 3     | 1   | 3  | 4  | 1  | 5  |
| 2017 | Campionat del Món            | N/D   | 16  | R2 |    |    |    |
| 2017 | Open Mexicà                  |       | 3   | 1  | 1  | 6  | 3  |
| 2017 | Copa Voronin                 | 1     | 1   | 2  | 2  |    | 8  |
| 2018 | Copa del Món de Stuttgart    |       | 4   |    |    |    |    |
| 2018 | Copa del Món de Birmingham   |       | 1   |    |    |    |    |
| 2018 | Trofeu Ciutat de Jesolo      | 1     | 4   | 2  | 3  | 3  | 5  |
| 2018 | Campionat nacional           | 2     | 1   | 2  | 1  | 1  | 1  |
| 2018 | Copa de Rússia               | 1     | 1   |    | 1  |    |    |
| 2018 | Campionat d'Europa           | 1     | N/D | 2  | 3  |    | 6  |
| 2018 | Campionat del Món            | 2     | 5   | R3 | R3 |    | 4  |
| 2018 | Arthur Gander Memorial       |       | 4   |    |    |    |    |
| 2018 | Copa de Suïssa               | 2     |     |    |    |    |    |
| 2019 | Campionat nacional           | 2     | 2   | 2  | 3  | 2  | 1  |
| 2019 | EnBW DTB-Pokal Challenge     | 2     |     |    |    |    |    |
| 2019 | Campionat d'Europa           | N/D   | 3   | 5  | 2  |    | 3  |
| 2019 | Jocs Europeus                |       | 1   | 2  | 1  | 2  | R1 |
| 2019 | Copa de Rússia               |       | 2   | 2  | 3  |    | WD |
| 2019 | Campionat del Món            | 2     | 3   |    | 4  | R3 | 3  |
| 2019 | Brabant Trophy               | 2     |     |    |    |    |    |
| 2019 | Toyota International         |       |     | 1  | 1  | 1  | 7  |
| 2020 | 1a Sèrie A Italiana          | 9     |     |    |    |    |    |
| 2020 | Amistòs; Solidarity Meet     | 2     |     |    |    |    |    |
| 2021 | Campionat nacional           | 4     | 3   | 1  | 3  |    | 1  |
| 2021 | Campionat d'Europa           | N/D   | 2   | 3  | 1  |    | 2  |
| 2021 | Copa de Rússia               |       | 3   | 2  | 2  | 3  | 2  |
| 2021 | Jocs Olímpics                | 1     | 3   | 5  | 8  |    | 3  |
| 2021 | Campionat del Món            | N/D   | 1   | 3  | 4  | 7  | 2  |
| 2021 | Arthur Gander Memorial       |       | 1   |    |    |    |    |
| 2021 | Copa Suïssa                  | 1     |     |    |    |    |    |
| 2022 | Copa de Rússia               |       | 1   | 1  | 2  | 2  | 1  |
| 2022 | Spartakiade                  | 3     | 2   | 2  | 3  | 2  | 1  |
| 2022 | Copa Voronin                 |       | 1   | 1  | 2  | 1  | 2  |
| 2023 | Campionat de Rússia          | 3     | 2   | 4  |    |    | 6  |
| 2023 | Copa de Rússia               |       | 5   | 1  | 4  | 6  | 2  |
| 2024 | Campionat de Rússia          |       | 1   | 1  | 3  | 1  | 1  |
| 2024 | Jocs BRICS                   |       |     | 2  | 1  |    |    |
| 2024 | Copa Voronin                 | 1     |     | 1  |    | 2  |    |

### Resultats internacionals
| Any  | Esdeveniment       | Lloc           | Aparell             | Possició final | Puntuació final | Possició classificació | Puntuació classificació |
| ---- | ------------------ | -------------- | ------------------- | -------------- | --------------- | ---------------------- | ----------------------- |
| 2016 | Campionat d'Europa | Bern           | Equip               | 1              | 175.212         | 2                      | 173.261                 |
| 2016 | Campionat d'Europa | Bern           | Barres asimètriques | Retirada       |                 | 3                      | 14.866                  |
| 2016 | Campionat d'Europa | Bern           | Barra d'equilibri   | 5              | 14.166          | 2                      | 14.500                  |
| 2016 | Campionat d'Europa | Bern           | Exercici de terra   |                |                 | 18                     | 13.533                  |
| 2016 | Jocs Olímpics      | Rio de Janeiro | Equip               | 2              | 176.688         | 3                      | 174.620                 |
| 2016 | Jocs Olímpics      | Rio de Janeiro | Exercici complet    |                |                 | 22                     | 56.499                  |
| 2016 | Jocs Olímpics      | Rio de Janeiro | Barres asimètriques |                |                 | 13                     | 15.100                  |
| 2016 | Jocs Olímpics      | Rio de Janeiro | Barra d'equilibri   |                |                 | 54                     | 13.266                  |
| 2016 | Jocs Olímpics      | Rio de Janeiro | Exercici de terra   |                |                 | 53                     | 13.200                  |
| 2017 | Campionat d'Europa | Cluj-Napoca    | Exercici complet    |                |                 | 15                     | 52.257                  |
| 2017 | Campionat d'Europa | Cluj-Napoca    | Salt                | 8              | 14.000          | 7                      | 14.166                  |
| 2017 | Campionat d'Europa | Cluj-Napoca    | Barres asimètriques |                |                 | 43                     | 12.025                  |
| 2017 | Campionat d'Europa | Cluj-Napoca    | Barra d'equilibri   |                |                 | 18                     | 12.633                  |
| 2017 | Campionat d'Europa | Cluj-Napoca    | Exercici de terra   | 1              | 14.100          | 6                      | 13.233                  |
| 2017 | Campionat del Món  | Montreal       | Exercici complet    | 16             | 51.341          | 10                     | 53.132                  |
| 2017 | Campionat del Món  | Montreal       | Salt                |                |                 | 10                     | 14.116                  |
| 2017 | Campionat del Món  | Montreal       | Barres asimètriques |                |                 | 4                      | 14.966                  |
| 2017 | Campionat del Món  | Montreal       | Barra d'equilibri   |                |                 | 18                     | 12.600                  |
| 2017 | Campionat del Món  | Montreal       | Exercici de terra   |                |                 | 91                     | 11.166                  |
| 2018 | Campionat d'Europa | Glasgow        | Equip               | 1              | 165.195         | 2                      | 161.462                 |
| 2018 | Campionat d'Europa | Glasgow        | Salt                | 2              | 14.233          | 3                      | 14.166                  |
| 2018 | Campionat d'Europa | Glasgow        | Barres asimètriques | 3              | 14.366          | 6                      | 14.033                  |
| 2018 | Campionat d'Europa | Glasgow        | Barra d'equilibri   |                |                 | 16                     | 12.766                  |
| 2018 | Campionat d'Europa | Glasgow        | Exercici de terra   | 6              | 13.166          | 1                      | 13.833                  |
| 2018 | Campionat del Món  | Doha           | Equip               | 2              | 162.863         | 2                      | 165.497                 |
| 2018 | Campionat del Món  | Doha           | Exercici complet    | 5              | 55.698          | 5                      | 55.465                  |
| 2018 | Campionat del Món  | Doha           | Salt                |                |                 | 11                     | 14.012                  |
| 2018 | Campionat del Món  | Doha           | Barres asimètriques |                |                 | 12                     | 14.300                  |
| 2018 | Campionat del Món  | Doha           | Barra d'equilibri   |                |                 | 36                     | 12.866                  |
| 2018 | Campionat del Món  | Doha           | Exercici de terra   | 4              | 13.833          | 3                      | 14.033                  |
| 2019 | Campionat d'Europa | Szczecin       | Exercici complet    | 3              | 55.065          | 1                      | 55.166                  |
| 2019 | Campionat d'Europa | Szczecin       | Salt                | 5              | 14.133          | 6                      | 14.099                  |
| 2019 | Campionat d'Europa | Szczecin       | Barres asimètriques | 2              | 14.533          | 2                      | 14.600                  |
| 2019 | Campionat d'Europa | Szczecin       | Barra d'equilibri   |                |                 | 18                     | 12.800                  |
| 2019 | Campionat d'Europa | Szczecin       | Exercici de terra   | 3              | 13.466          | 2                      | 13.533                  |
| 2019 | Jocs Europeus      | Minsk          | Exercici complet    | 1              | 54.498          | 1                      | 54.266                  |
| 2019 | Jocs Europeus      | Minsk          | Salt                | 2              | 14.133          | 3                      | 14.083                  |
| 2019 | Jocs Europeus      | Minsk          | Barres asimètriques | 1              | 14.466          | 6                      | 14.100                  |
| 2019 | Jocs Europeus      | Minsk          | Barra d'equilibri   | 2              | 13.600          | 3                      | 13.133                  |
| 2019 | Jocs Europeus      | Minsk          | Exercici de terra   |                |                 | 8                      | 12.800                  |
| 2019 | Campionat del Món  | Stuttgart      | Equip               | 2              | 166.529         | 3                      | 168.080                 |
| 2019 | Campionat del Món  | Stuttgart      | Exercici complet    | 3              | 56.399          | 4                      | 56.599                  |
| 2019 | Campionat del Món  | Stuttgart      | Barres asimètriques | 4              | 14.733          | 8                      | 14.700                  |
| 2019 | Campionat del Món  | Stuttgart      | Barra d'equilibri   |                |                 | 13                     | 13.366                  |
| 2019 | Campionat del Món  | Stuttgart      | Exercici de terra   | 3              | 14.066          | 4                      | 14.100                  |
| 2021 | Campionat d'Europa | Basel          | Exercici complet    | 2              | 55.432          | 1                      | 55.991                  |
| 2021 | Campionat d'Europa | Basel          | Salt                | 3              | 14.416          | 2                      | 14.450                  |
| 2021 | Campionat d'Europa | Basel          | Barres asimètriques | 1              | 14.500          | 1                      | 14.625                  |
| 2021 | Campionat d'Europa | Basel          | Barra d'equilibri   |                |                 | 25                     | 12.466                  |
| 2021 | Campionat d'Europa | Basel          | Exercici de terra   | 2              | 13.900          | 1                      | 14.300                  |
| 2021 | Jocs Olímpics      | Tòquio         | Equip               | 1              | 169.528         | 1                      | 171.629                 |
| 2021 | Jocs Olímpics      | Tòquio         | Exercici complet    | 3              | 57.199          | 4                      | 57.132                  |
| 2021 | Jocs Olímpics      | Tòquio         | Salt                | 5              | 14.683          | 9                      | 14.616                  |
| 2021 | Jocs Olímpics      | Tòquio         | Barres asimètriques | 8              | 13.066          | 4                      | 14.933                  |
| 2021 | Jocs Olímpics      | Tòquio         | Barra d'equilibri   |                |                 | 17                     | 13.733                  |
| 2021 | Jocs Olímpics      | Tòquio         | Exercici de terra   | 3              | 14.166          | 7                      | 14.000                  |
| 2021 | Campionat del Món  | Kita-Kyūshū    | Exercici complet    | 1              | 56.632          | 1                      | 57.065                  |
| 2021 | Campionat del Món  | Kita-Kyūshū    | Salt                | 3              | 13.966          | 4                      | 13.783                  |
| 2021 | Campionat del Món  | Kita-Kyūshū    | Barres asimètriques | 4              | 14.533          | 4                      | 14.466                  |
| 2021 | Campionat del Món  | Kita-Kyūshū    | Barra d'equilibri   | 7              | 12.400          | 2                      | 14.033                  |
| 2021 | Campionat del Món  | Kita-Kyūshū    | Exercici de terra   | 2              | 14.000          | 2                      | 14.100                  |